# Mill Creek (Condado de Marion, Oregón)
El arroyo Mill Creek es un afluente del río Willamette cuya cuenca drena una superficie de 110 millas cuadradas (280 km²) en el condado de Marion, Oregón, Estados Unidos. Atraviesa las ciudades de Aumsville, Stayton, Sublimity, y Turner antes de desembocar en el Willamette en Salem. El arroyo tiene su fuente en el borde sur del Silver Falls State Park.
Los primeros molinos y aserraderos de Salem fueron construidos en el arroyo entre 1840 y 1841 por miembros de la Oregon Mission.